# Jacques Janse van Rensburg
Jacques Janse van Rensburg (nascido em 6 de setembro de 1987, em Springs) é um ciclista sul-africano, que atualmente compete para a equipe MTN-Qhubeka.